# Aide juridique aux États-Unis
L'aide juridique aux États-Unis est assurée en majorité par des associations privées ou par les legal clinic, composées d'étudiants en droit. Si une partie de celle-ci est institutionnalisée, via le Legal Services Corporation, elle n'est pas assurée dans tous les États et ne réussirait à satisfaire que 20 % des besoins estimés.

## Prémices
S'il existait une aide juridictionnelle embryonnaire aux États-Unis dans les années 1870 (fondation de la Legal Aid Society de New York en 1876), celle-ci ne s'est véritablement développé que dans les années 1960, au même moment que le mouvement pour les droits civiques. La Fondation Ford fut l'un des organismes ayant commencé à financer de tels programmes. En 1963, la Cour suprême reconnaît un droit à l'aide juridictionnelle dans les affaires criminelles, en s'appuyant sur le Sixième Amendement de la Constitution (Gideon v. Wainwright). La décision mène à la création des public defenders, équivalent des avocats commis d'office, au détail près qu'ils travaillent à plein temps pour le gouvernement.

## La Legal Services Corporation
Le Congrès a créé en 1974 le Legal Services Corporation (LSC, Corporation des Services juridiques), une association privée à but non lucratif, fournissant une aide juridictionnelle au niveau fédéral. L'association est l'héritière de l'Office of Economic Opportunity créé par le président Lyndon Johnson dans le cadre de la « guerre contre la pauvreté », et dirigée à l'origine par Sargent Shriver, qui sera candidat démocrate à la vice-présidence lors des élections de 1972, en tandem avec George McGovern. Le financement public de la Legal Services Corporation a fortement varié en fonction des gouvernements au pouvoir, baissant notamment sous la présidence du président républicain Reagan dans les années 1980. L'aide financière accordée par la LSC est conditionnée, notamment à l'interdiction d'actes de lobbying et de dépositions de class actions, raison pour laquelle un certain nombre d'associations refusent son aide.

## La situation au XXIe siècle
Outre cette association, l'aide juridictionnelle est aussi fournie par les legal clinic, des programmes propres aux facultés de droit américaines et assurée par les étudiants en droit. Selon un rapport de 2005 de LSC, au total, les différents bureaux d'aide juridictionnelle n'arrivent à satisfaire qu'environ 20 % des besoins juridictionnels estimés des populations défavorisées dans le pays. L'absence d'aide juridictionnelle dans certains États a été l'un des motifs, pour l'American Bar Association (Association du barreau américain), d'adopter en 1997 une position abolitionniste concernant la peine de mort. 
Quant au système des public defenders, celui-ci est soumis à une augmentation importante des cas qui leur sont présentés, à tel point que beaucoup refusent de défendre certaines personnes afin de pouvoir se concentrer sur d'autres. En septembre 2008, un juge du comté de Miami-Dade (Floride) a ainsi autorisé les public defenders à refuser de fournir une aide juridictionnelle.
Le commis d'office ne peut passer que quelques minutes avec son client avant d'entamer les négociations avec le procureur. Il n'en existe pas au niveau fédéral, mais des statistiques concernant l’État de Washington indiquent que les avocats commis d'office travaillent en moyenne moins d'une heure sur chaque cas.